# Lega dei tre imperatori

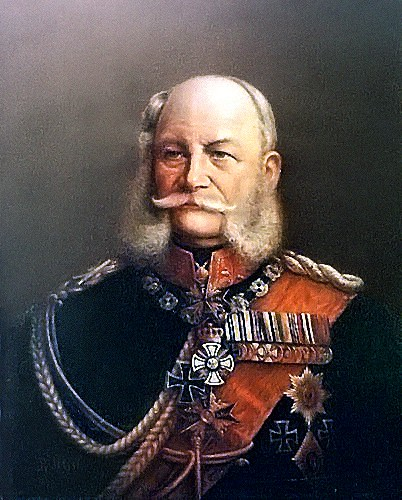
Guglielmo I di Germania

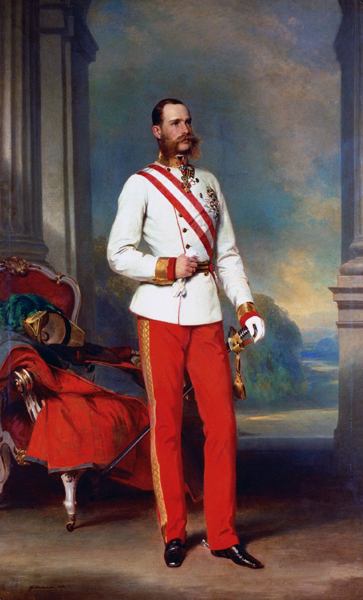
Francesco Giuseppe I d'Austria

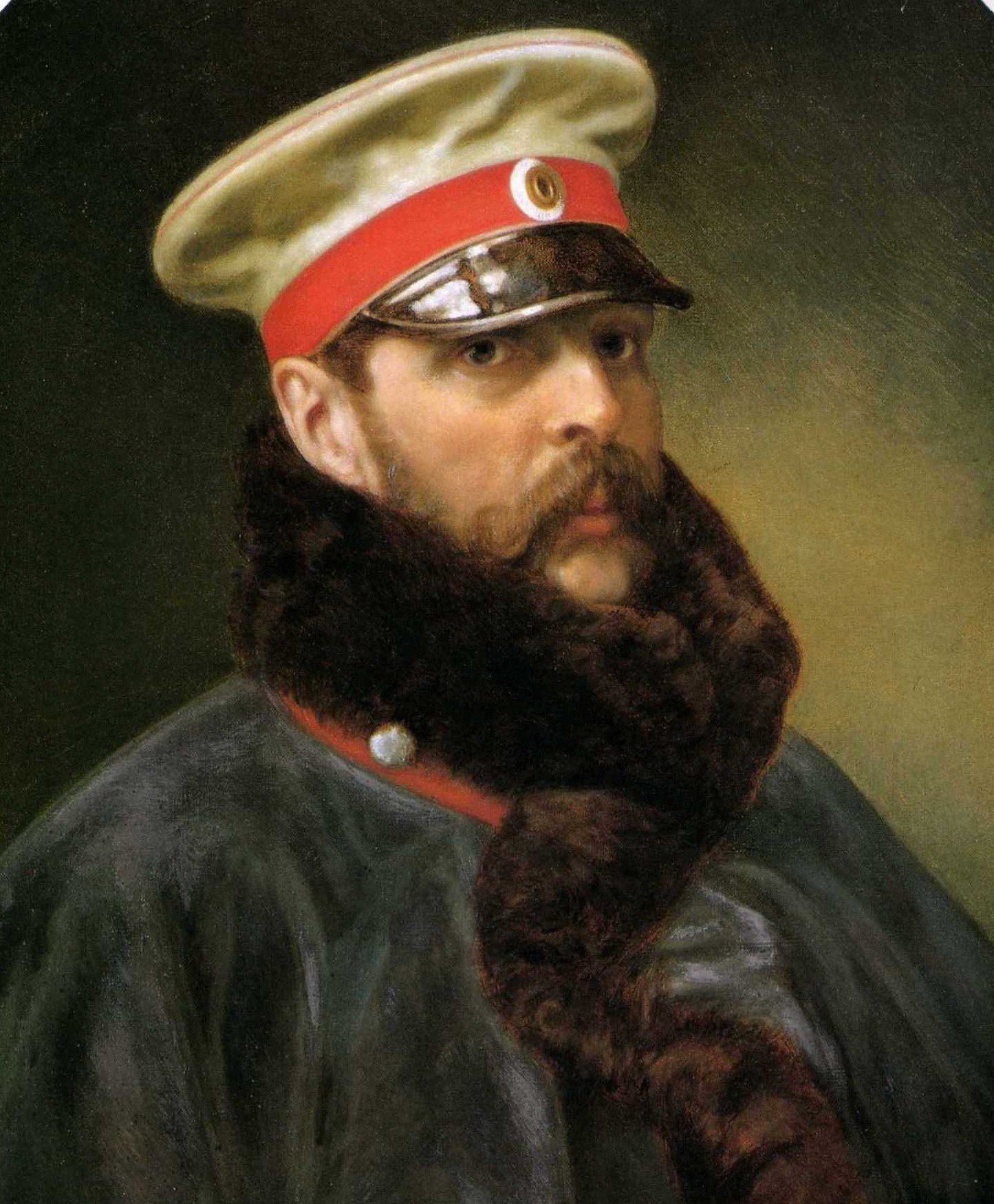
Alessandro II di Russia

La Lega dei tre imperatori (in tedesco Dreikaiserabkommen) fu un accordo politico concluso a Schönbrunn nel 1873 fra Guglielmo I di Germania, Francesco Giuseppe d'Austria e Alessandro II di Russia. Il trattato stabiliva la concertazione fra Austria e Russia in caso di crisi internazionale e l'impegno a risolvere pacificamente eventuali dispute. Venne controfirmato dalla Germania che, nella persona del cancelliere Otto von Bismarck, mirava sia alla pace fra Austria e Russia, sia a evitare un avvicinamento della Russia alla Francia.
Nonostante i continui attriti fra Austria e Russia e la firma della Duplice alleanza del 1879, che escludeva la Russia, la Lega rimase formalmente in vigore fino all'assassinio di Alessandro II, nel 1881, anno in cui fu sostituita dalla meno vaga Alleanza dei tre imperatori.

## Gli antefatti
I tre imperi conservatori dell'Europa centro-orientale, la Germania, l'Austria e la Russia dopo la guerra franco-prussiana del 1870-1871, decisero di allearsi contro i movimenti rivoluzionari che condizionavano le classi operaie del continente.
A limitare la portata delle iniziative in tal senso erano i difficili rapporti fra l'Austria e la Russia, entrambe intenzionate a consolidare o espandere la loro sfera d'interessi nei Balcani.
La prima mossa del nuovo ministro degli Esteri austriaco Gyula Andrássy (in carica dal 1871) fu, infatti, il tentativo di assicurarsi l'appoggio inglese contro una possibile azione russa ad oriente. Tuttavia, nonostante i rapporti fra Gran Bretagna e Russia fossero tesi per le questioni del Grande Gioco, Londra non volle rompere il suo “splendido isolamento” e schierarsi con l'Austria.

## L'incontro preliminare del 1872
Avendo fallito con la Gran Bretagna, Andrássy nei primi mesi del 1872 rese noto che l'Austria desiderava un'alleanza con la Germania possibilmente diretta contro la Russia. Ma per quanto il cancelliere tedesco in carica Otto von Bismarck fosse contrario ad un avvicinamento a San Pietroburgo, la prudenza gli sconsigliò una politica apertamente antirussa: un tale atteggiamento avrebbe, infatti, avvicinato la Russia alla Francia. Era nell'interesse tedesco, invece, essere amici tanto della Russia quanto dell'Austria.
Si fecero, quindi, dei progetti per un incontro fra Francesco Giuseppe e Guglielmo I a Berlino. Venutone a conoscenza, e temendo che ne potesse nascere qualche danno agli interessi russi, lo Zar Alessandro II chiese di parteciparvi. L'Austria vi acconsentì con riluttanza.
Conseguentemente, nell'autunno 1872, a Berlino, i tre imperatori si incontrarono ed i loro ministri si scambiarono i rispettivi punti di vista sulle questioni più importanti. Andrássy e il suo omologo russo, il ministro degli Esteri Aleksandr Michajlovič Gorčakov, discussero in modo particolare sulla questione polacca, sul problema serbo e sul futuro dell'Impero ottomano. I timori russi che l'Austria aspirasse alla Bosnia ed Erzegovina furono dissolti da Andrássy, che promise di voler mantenere lo status quo. Appariva chiaro che, per quanto gli accordi di Berlino fossero stati soltanto verbali, si stava profilando un'intesa austro-russa.
Si andava inoltre profilando una solidarietà conservatrice: l'Austria non avrebbe sollevato la Polonia russa, né la Russia gli slavi dei Balcani contro l'Austria.

## L'accordo russo-tedesco del maggio 1873
Prima di giungere formalmente ad un accordo a tre, i delegati tedeschi fecero una visita ufficiale a San Pietroburgo e tra il 24 aprile e il 6 maggio 1873 riuscirono a concludere e far ratificare dai rispettivi imperatori un accordo a firma dei feldmarescialli Helmuth Karl Bernhard von Moltke per la Germania e Friedrich Wilhelm von Berg per la Russia.
La “Convenzione militare germano-russa” prevedeva, nel caso uno dei due firmatari fosse stato attaccato da una terza potenza, un soccorso di 200.000 uomini di truppe effettive da parte dell'altro firmatario. L'accordo, segreto, fu sottoposto per una sottoscrizione all'Austria, che declinò, dichiarandosi favorevole ad impegni meno specifici. Andrássy era infatti contrario a impegnare Vienna in un aiuto alla Russia in caso di guerra fra questa e la Turchia o la Gran Bretagna; il suo punto di vista fu accettato.
Né, d'altronde, il cancelliere tedesco Bismarck approvò tale convenzione del 1873 che fra l'altro non fu mai chiamata in causa. Analogamente, nel settembre 1872, Alessandro II aveva assicurato all'ambasciatore francese che la Russia non avrebbe preso parte a nessuna azione contro la Francia.
Si avviarono, così, delle trattative per un accordo meno impegnativo.

## La nascita della Lega

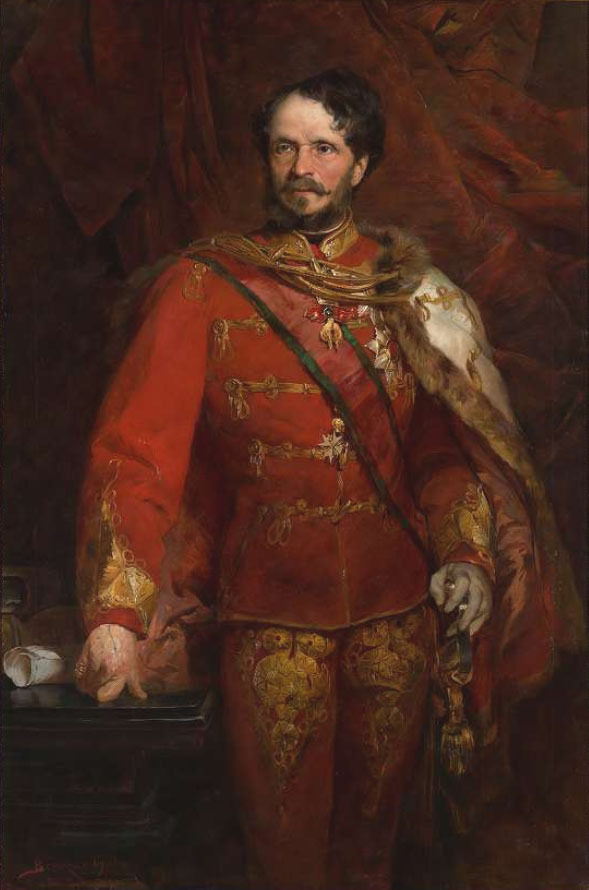
Il ministro degli Esteri austriaco Gyula Andrássy

Al termine dei negoziati, tra il 25 maggio e il 6 giugno 1873, si giunse a Schönbrunn alla firma di un trattato in quattro articoli, firmato da Francesco Giuseppe e Alessandro II.
I due imperatori «nell'intento di consolidare lo stato di pace che esiste attualmente in Europa, [...] convinti che questo scopo non potrebbe essere meglio raggiunto che per mezzo di un'intesa diretta e personale fra i Sovrani, intesa indipendente dai mutamenti che potrebbero farsi nelle Loro amministrazioni» si accordarono:
- Sull'impegno a risolvere tutte le divergenze considerando «un ordine più elevato» (art. 1). Il riferimento è ai Balcani e al pericolo di una guerra fra le due potenze che doveva essere scongiurato.
- Sull'impegno a «imporre il mantenimento della pace in Europa contro tutti i rivolgimenti da qualunque parti essi vengano» (art. 1). Il riferimento è ai moti rivoluzionari.
- Per contattarsi e intendersi in caso «una terza Potenza minacciasse di compromettere la pace europea» e a non stringere nuove alleanze (art. 2).
- Per una convenzione speciale se, in seguito all'intesa di cui al punto precedente, un'azione militare fosse divenuta necessaria (art. 3).
- Per avvisare l'altra parte contraente due anni prima la rinuncia alla Lega (art. 4).

Il 22 ottobre, nella stessa Schönbrunn, l'imperatore di Germania Guglielmo I, «trovando il contenuto» dell'accordo austro-russo «conforme al pensiero che ha presieduto all'intesa firmata a San Pietroburgo [...] accede in tutto alle stipulazioni che vi si trovano specificate».
Era nata la Lega dei tre imperatori. Essa si prefiggeva il difficile obiettivo di mantenere la pace fra Austria e Russia, arbitro la Germania, complice lo spettro della rivoluzione europea.

## Il difficile percorso della Lega

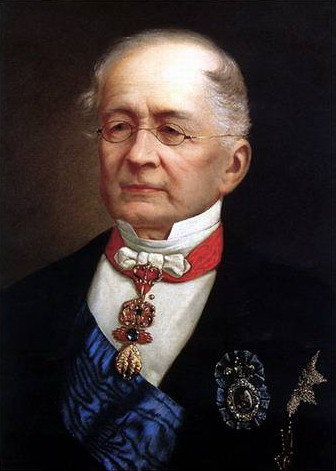
Il ministro degli Esteri russo Aleksandr Michajlovič Gorčakov

Siglato l'accordo, a significare lo spirito della Lega, nel 1874 Francesco Giuseppe visitò San Pietroburgo e pose una corona di fiori commemorativa sulla tomba dello zar Nicola I, che nel 1849 aveva inviato un'armata di 200.000 soldati per sedare la rivolta ungherese in Austria.
Ma ben presto, come aveva previsto Andrássy, che era filo-britannico, le cose cambiarono. Nel 1875, nella crisi di rapporti fra Germania e Francia, la Russia appoggiò la Francia, e l'Austria la Germania. Il disappunto di Bismarck fu fortissimo quando il principe Gorčakov rafforzò l'impressione che la Russia, presentandosi come la protettrice della Francia, aveva salvato la pace in Europa.
L'anno dopo, durante la guerra nei Balcani tra Serbia, Montenegro e Turchia, Bismarck dovette intervenire per mediare fra San Pietroburgo e Vienna, che mirava alla Bosnia ed Erzegovina ribellatasi ai turchi.

La Russia promise allora, in caso di vittoria, la Bosnia all'Austria assicurandosi la sua "benevola" neutralità e nel 1877 poté dichiarare guerra alla Turchia.

Alla fine della guerra, con la vittoria russa e la pace di Santo Stefano del 1878, la Bosnia rimase però alla Turchia e Andrássy contestò violentemente il trattato, che violava gli accordi segreti prebellici.
Solo con il congresso di Berlino, grazie ancora alla mediazione di Bismarck, e soprattutto all'appoggio inglese, Vienna ottenne l'amministrazione della Bosnia.
Sempre più sospettosa, il 7 ottobre 1879, l'Austria stipulò la Duplice alleanza, un patto difensivo con la Germania, proprio contro la Russia.
Nel 1881, dopo la morte dello zar Alessandro II e la scadenza del trattato, una breve riconciliazione fra le tre potenze con l'Alleanza dei tre imperatori non fu sufficiente a risolvere lo stato perpetuo di crisi. La rottura definitiva fra Vienna e San Pietroburgo avvenne con la crisi bulgara del 1885.

Di conseguenza, due anni dopo, Germania e Russia conclusero separatamente il trattato di controassicurazione: qualsiasi lega o accordo dei tre imperatori era sciolto.
La Lega mostrò così quanti giochi di destrezza e prepotenza dovesse fare il povero diplomatico per impedire che il suo “sistema” cadesse in pezzi e creasse proprio l'instabilità che intendeva evitare.